# Congolla
Congolla is een geslacht van hooiwagens uit de familie Assamiidae.
De wetenschappelijke naam Congolla is voor het eerst geldig gepubliceerd door Roewer in 1935. 

## Soorten
Congolla is monotypisch en omvat slechts de volgende soort:
- Congolla hispidipalpus